# Semaeopus florera
Semaeopus florera là một loài bướm đêm trong họ Geometridae.